# Dictyna guineensis
Dictyna guineensis là một loài nhện trong họ Dictynidae.
Loài này thuộc chi Dictyna. Dictyna guineensis được J. Denis miêu tả năm 1955.